# Jankovice (powiat Uherské Hradiště)
Jankovice – gmina w Czechach, w powiecie Uherské Hradiště, w kraju zlińskim. Według danych z dnia 1 stycznia 2012 liczyła 471 mieszkańców.